# 国民年金不正免除問題
国民年金不正免除問題（こくみんねんきんふせいめんじょもんだい）とは、2006年（平成18年）5月に全国各地の社会保険事務所において、本人からの申請がないにもかかわらず、国民年金保険料の免除承認等に関する手続き（国民年金法等に違反する行為）を行っていたのが発覚したことである。

## 概要
2006年（平成18年）3月、社会保険庁を廃止・解体し、新たに国の特別の機関として、年金事業を運営する「ねんきん事業機構」を設立する法案が国会に提出された。しかし、2006年（平成18年）5月、審議の最中に全国各地の社会保険事務所が不正免除を行っていたことが発覚したため、審議そのものがストップし廃案となった。2006年（平成18年）8月、31地方社会保険事務局、116社会保険事務所で222,587件の不正免除が行われ、大半は本人の意思を確認していなかったことが判明し、関与した職員1,752人が処分された。
社会保険庁は、度重なる不祥事に加えて、幹部職員を中心とする多くの職員が法令違反を行ったことで国民の大きな不信を招き、さらなる組織改革を求められた。2006年（平成18年）12月、「与党年金制度改革協議会」は、新組織を国の特別の機関ではなく公法人化し、職員の非公務員化を図る新たな改革方針を示した。
2007年（平成19年）3月、2010年（平成22年）1月に非公務員型の公法人を設立し、公的年金に係る財政責任・管理責任は引き続き国が担う「日本年金機構法案」が国会に提出された。

## 経緯
- 京都社会保険事務局のケース

2006年（平成18年）2月10日、社会保険庁本庁のリストに免除の取消数値が異常に増加するという異常値が見られ、事務局内の社会保険事務所で、本人からの申請がないままに免除等の手続きを行っていたことが判明した。同年3月13日、国民年金事業室が、全社会保険事務局長に照会したところ、同様のケースはないとの報告を受けた。3月31日、不正免除に関与した職員8人を処分した。
- 大阪社会保険事務局のケース

2006年（平成18年）4月27日、事務局長あてに不正免除に関する投書があった。同年5月15日、朝日放送「ムーブ!」より取材申し込みを受け調査した結果、京都と同じケースがあることが判明し、5月17日に本庁に報告した。5月18日、国民年金事業室が、全社会保険事務局長に照会したところ、東京、長崎で同様のケースがあることが判明した。5月19日、国民年金事業室は、全社会保険事務局長に書類の提出を要請し、5月24日に大阪事務局長を更迭した。
- 三重社会保険事務局のケース

2006年（平成18年）5月24日、国民年金事業室が、全社会保険事務局長に対して電話で照会したところ、三重で同様のケースがあることが判明した。同年5月26日に三重事務局長を更迭した。
- 全国社会保険事務局長会議

2006年（平成18年）5月27日、厚生労働大臣川崎二郎が、全国社会保険事務局長会議を緊急開催したところ、100事務所で113,975件の不正免除が判明した。
- 再度の確認書の提出

2006年（平成18年）6月8日、全国の社会保険事務局長・社会保険事務所長から再度の確認書を提出させたところ、29事務局110事務所で193,136件の不正免除が判明した。
- 全件調査

2006年（平成18年）7月6日、 全事務局に本庁職員249名を派遣して調査したところ、31事務局116事務所で222,587件の不正免除が判明した。法令違反の内訳は、
1. 国民年金法違反（申請意思を確認していない）が、24事務局66事務所で189,492件（85.1％）
2. 同法施行規則違反（電話等により意思を確認し、職員が申請書を代筆しているが、署名又は記名押印がない）が、33,095件（14.9％）

であった。
- 処分

2006年（平成18年）8月28日、不正免除に関与した職員及び監督者1,752人の処分を行ったが、一番重い処分で停職2月だった。また、退職しており処分できない職員が112人いた。

## 法令等の規定
- 国民年金法

「第90条第1項等」により、免除等は被保険者等の申請による。
- 国民年金法施行規則

「第77条第1項等」により、免除等は、申請書を社会保険事務所長あて（申請の受理は市町村長）に提出する。
- 通達

「申請全額免除等に係る簡素化の取り扱いについて（通知）－平成17年7月1日付け庁保険発第0701001号社会保険庁運営部年金保険課長通知」により、申請書の様式中に署名、または記名押印する。

## 動機と背景
- 所得情報の入手と免除・猶予対策の重視

2004年（平成16年）に国民年金法の改正があり、2005年度以降、市町村から所得情報を入手し免除・猶予の該当者を把握できるようになった。2005年7月より免除・猶予の継続制度が導入され、本庁から納付率に関して、2006年度以降の納付対策を強制徴収等の「分子対策」に集中するためにも、2005年度にできるかぎり該当者からの免除申請を獲得するなど、「分母対策（納付対象月対策）」が重要であるとの指示が出された。
- 免除・猶予該当者への接触・面会が困難

戸別訪問しても不在だったり、文書を何度送っても反応がない等接触が困難なケースが多かった。
- 長官メッセージ及び必達納付率目標

2005年（平成17年）11月8日の村瀬清司社会保険庁長官の緊急メッセージに基づき、同年末までの各事務所ごとの必達納付率目標が各事務所の確認を経て設定された。全国で2％の納付率向上の目標に対し、事務所長や事務所の担当課長が重圧を感じていたケースがあった。
- 安易な方策への帰着

安易に目標を達成する方法として、不正免除が発案され実施された。
(1) 先行入力方式 ― 本人の意思を確認する前に入力 。
(2) 申請意思の推定方式 ― 期日までに意思表示がない場合は、申請の意思があるとみなして手続きを行う。
(3) 電話による意思確認方式 ― 本人の意思を電話で確認し、了解を得て手続きを行う。

## 違法性に関する認識
- (1) 先行入力方式 ― 入力後に申請書を受理すれば問題なく、受理できなければ取り消せばよいので違法ではないと考えた。

- (2) 申請意思の推定方式 ― 違法又は不適正との認識が多かったが、納付率を上げたり、年金権を確保するためにはやむを得ないと考えた。違法性の認識があり、上位機関にあえて照会しなかった。

- (3) 電話による意思確認方式 ― 本人の意思確認をしているので違法ではないと考えた。事務局職員が適法であると認識し、事務所に対して実施を指示したケースもあった。

## 計画と実行
- 組織的な決定による実行

事務所主導のケースでは、多くが会議での決定や事務所長の了承により組織的に行われた。事務局主導のケースでは、会議結果により指示が出され組織的に行われた。
- 不正免除の様々なケース

不正免除は全国で実施されたが、各地域が独自に発案しており内容は様々であった。また、職員の個人的な情報交換を通じて広まったものもあった。
- 本庁の関与

本庁が組織的に主導した事実はないが、本庁職員の軽率かつ不適切な対応があり、組織的に明確な対応を行っていなかった。

## 組織の問題点

### 事務局・事務所の問題
- 法令遵守（コンプライアンス）意識等の不足

法令違反の認識がとぼしく、法律上の原則やオンラインシステムのデータ保護の重要性について認識不足だった。社会保険は、意義・役割を丁寧に説明し、理解と納得を得る必要があるという基本についても認識不足だった。
- 地方事務官制に由来する組織としての一体性と企業統治（コーポレート・ガバナンス）の不足

社会保険事務所の職員は、以前は国が任命する国家公務員であるが都道府県知事が指揮監督するという地方事務官だった。このため、各都道府県ごとに閉鎖的な人事が行われ、一体性に欠いた組織であり、ガバナンスの不足した組織だった。
- 独自の判断による事務処理を行う組織風土

独自の判断で独自の事務処理を行う中で、法令等に違反する行為が行われ、独自の判断による事務処理を認めてきた組織風土があった。

### 本庁の問題
- 業務の標準化・統一化が不十分

本庁は、細部は地方ごとの裁量に委ねがちであり、執行状況の把握も不十分だった。十分な業務マニュアルが無く、応答事例の蓄積・整理ができてなかった。
- チェックシステムの不備

現在のチェックシステムは、個人が行う不正を想定したものであり、組織的に行ったものには有効に機能しなかった。
- 本庁による企業統治（コーポレート・ガバナンス）体制の不足

ガバナンスを確保するために必要な組織内での業務執行ルールが徹底されていなかった。地方の不正免除を把握できる可能性のあった情報が、本庁の担当者レベルでとどまり、的確な判断の下に未然防止や拡大防止を図る事ができなかった。
- 人事政策と人材教育の不足

事務所長に大きな権限を与えているが、人材の育成と登用ができていなかった。きめ細かな研修等の人材育成の体系がなく、法律上の原則やオンラインシステムのデータ保護の重要性について職員に徹底する研修も不十分だった。

## 防止策
- 法令遵守の意識の徹底 ― 法令に基づいて業務を行う。

- 業務の標準化・統一化の徹底 ― 統一的で詳細な業務マニュアルや情報共有のシステム等の整備。

- 事務処理のシステム的なチェック機能の整備 ― 監視システムの開発、受付と入力処理の分離。

- 監察部門の機能強化 ― 外部人材の登用、不適正処理の是正重視の監察方式。

- 企業統治（コーポレート・ガバナンス）を強化するための組織改革 ― 地方社会保険事務局のブロック化、本庁の体制強化。

- 能力重視の広域人事等の断行 ― 地方組織の幹部職員に有能な職員を育成・選抜して広域人事で登用。